# Środa Śląska (district)
Środa Śląska (powiat średzki) is een Pools district (powiat) in de woiwodschap Neder-Silezië. Het district heeft een oppervlakte van 703,68 km² en telt 52.725 inwoners (2014). Środa Śląska (Neumarkt in Schlesien) is de enige stad.

## Gemeenten
Het district omvat vijf gemeenten.
Stads- en landgemeente:
- Środa Śląska (Neumarkt in Schlesien)

Landgemeenten:
- Kostomłoty (Kostenblut)
- Malczyce (Maltsch)
- Miękinia (Nimkau)
- Udanin (Gäbersdorf)

Stadsdistricten:
Wrocław · Jelenia Góra · Legnica · Wałbrzych

Districten:
Bolesławiec · Dzierżoniów · Głogów · Góra · Jawor · Kamienna Góra · Karkonosze · Kłodzko · Legnica · Lubań · Lubin · Lwówek Śląski · Milicz · Oleśnica · Oława · Polkowice · Środa Śląska · Strzelin · Świdnica · Trzebnica · Wałbrzych · Wołów · Wrocław · Ząbkowice Śląskie · Zgorzelec · Złotoryja

Grootste steden:
Bielawa · Bolesławiec · Dzierżoniów · Głogów · Jelenia Góra · Legnica · Lubin · Oleśnica · Świdnica · Wałbrzych · Wrocław · Zgorzelec